# 阿登 (內華達州)
阿登（英語：Arden）是位於美國內華達州克拉克縣的非建制地區。

## 歷史
阿登的郵局於1907年設立，其後於1971年停運。

## 地理
阿登所處的海拔為高於海平面757米（即2484英呎），而該地所採用的時區為UTC-8，即太平洋时区（PST）。同時該地設有夏令時間，為UTC-8調快一小時，即UTC-7（PDT）。